# Ahronomitschne (Winnyzja)
Ahronomitschne (ukrainisch Агрономічне; russisch Агрономичное Agronomitschnoje) ist ein Dorf in der ukrainischen Oblast Winnyzja mit etwa 3800 Einwohnern (2001).

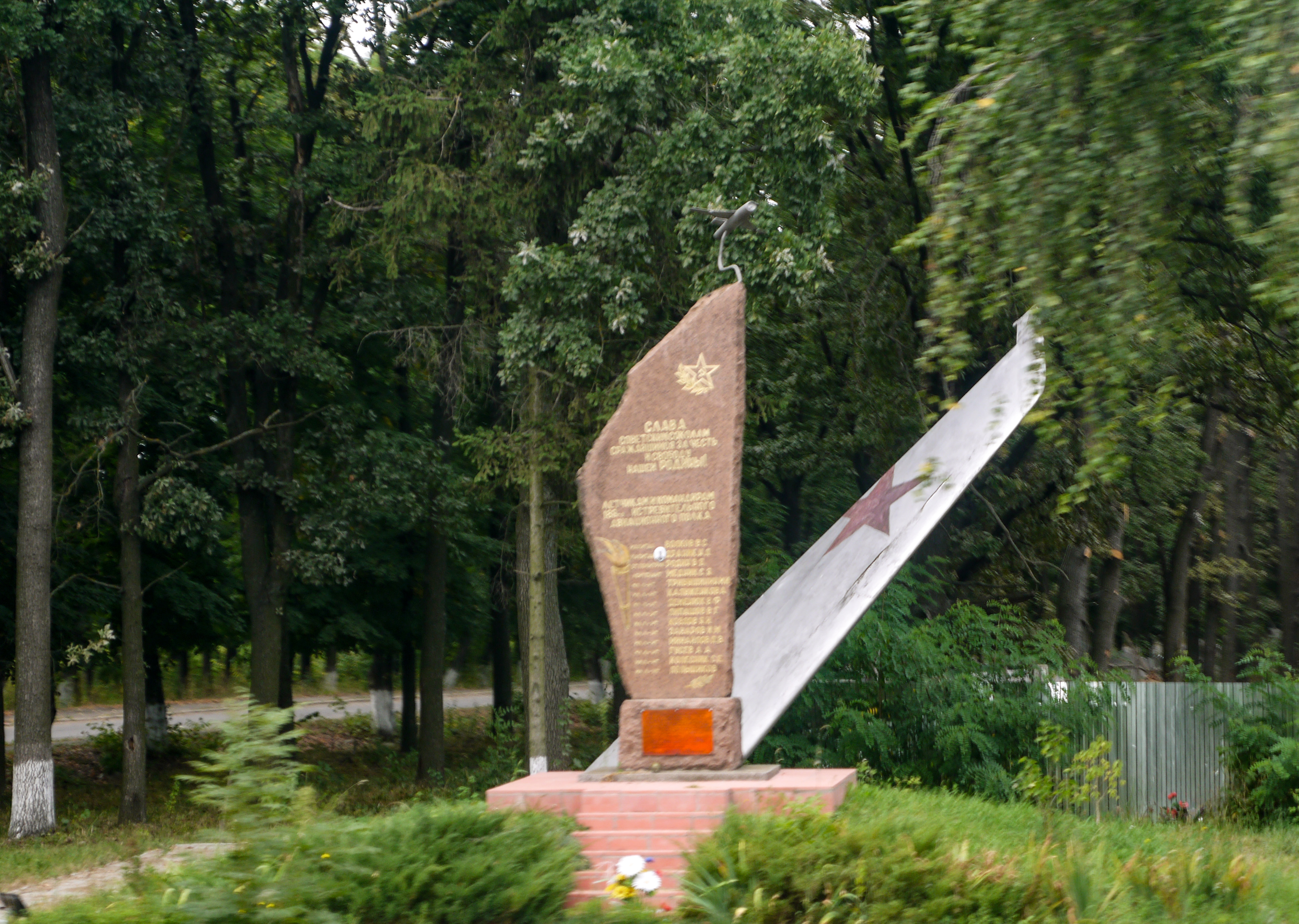
Denkmal im Ort

Das Dorf mit einer Fläche von 1,51 km² liegt im Südwesten des Rajon Winnyzja und grenzt an den Südwesten der Oblasthauptstadt Winnyzja in 11 km Entfernung zu dessen Stadtzentrum.
Durch das Dorf verläuft die Territorialstraße T–02–16.
In dem Vorort von Winnyzja arbeiten 70 % der Bewohner in der benachbarten Stadt, die tagsüber mit öffentlichen Verkehrsmitteln im 10-Minuten-Takt angefahren wird.

## Verwaltungsgliederung
Am 3. Dezember 2019 wurde das Dorf zum Zentrum der neugegründeten Landgemeinde Ahronomitschne (Агрономічна сільська громада/Ahronomitschna silska hromada). Zu dieser zählten auch das Dorf Bochonyky, bis dahin bildete es die gleichnamige Landratsgemeinde Ahronomitschne (Агрономічна сільська рада/Ahronomitschna silska rada) im Südwesten des Rajons Winnyzja.
Am 12. Juni 2020 kamen noch die 4 in der untenstehenden Tabelle aufgelisteten Dörfer zum Gemeindegebiet.
Folgende Orte sind neben dem Hauptort Ahronomitschne Teil der Gemeinde:
| Name                     | Name          | Name                              |
| ukrainisch transkribiert | ukrainisch    | russisch                          |
| ------------------------ | ------------- | --------------------------------- |
| Bochonyky                | Бохоники      | Бохоники (Bochoniki)              |
| Horbaniwka               | Горбанівка    | Горбановка (Gorbanowka)           |
| Ilkiwka                  | Ільківка      | Ильковка (Ilkowka)                |
| Medwesche Wuschko        | Медвеже Вушко | Медвежье Ушко (Medweschje Uschko) |
| Riwez                    | Рівець        | Ровец (Rowez)                     |